# Carlia pectoralis
Espèce
Synonymes
- Heteropus pectoralis De Vis, 1885
- Heteropus lateralis De Vis, 1885
- Lygosoma devisii Boulenger, 1890

Carlia pectoralis est une espèce de sauriens de la famille des Scincidae.

## Répartition
Cette espèce est endémique du Sud-Est du Queensland en Australie.

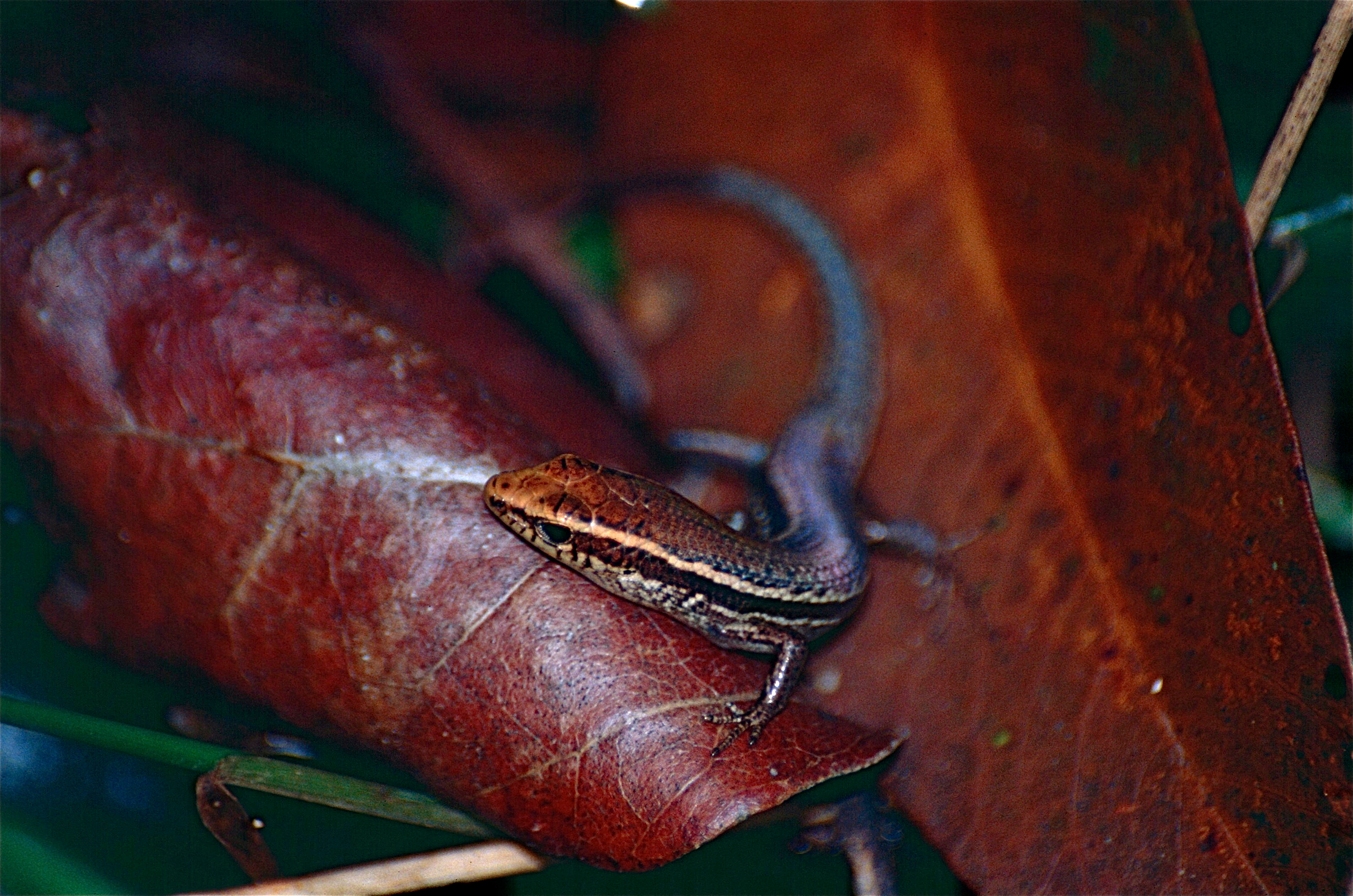

## Taxinomie
La sous-espèce Carlia pectoralis inconnexa a été élevée au rang d'espèce.

## Publication originale
- De Vis, 1885 : A conspect of the genus, Heteropus. Proceedings of the Royal Society of Queensland, vol. 1, p. 166-173 (texte intégral).